# Большая Клоака
Большая Клоака, Великая Клоака, Клоака Ма́ксима (лат. Cloaca Maxima от лат. cluere — чистить) — часть античной системы канализации в Древнем Риме, впадающая в реку Тибр в районе большого цирка. Длина канала около 800 метров, а его траектория имеет извилистый характер, вызванный необходимостью огибать архитектурные постройки. Водоотвод считается самым древним из сохранившихся сооружений Древнего Рима и функционирует как ливневая канализация до настоящего времени, являясь коллектором для сбора ливневых стоков в районе Палатина и Капитолия.

## История
По наиболее распространённой версии, обширная система канализации для осушения низины между холмами Палатин и Капитолий, где позднее возник Римский форум, была создана при пятом царе Древнего Рима Луции Тарквинии Приске (правил с 616 по 579 год до н. э.). Самым главным из каналов в этой системе была Клоака Максима, считающаяся прототипом античной канализации. Длина её около 800 метров, а траектория извилистая, по необходимости огибать постройки. Возведением водоотводного сооружения занимались рабочие из бедных классов римского общества, что, видимо, происходило под руководством этрусских инженеров или по этрусским архитектурным образцам. Первоначально это была открытая система, а в республиканский период все каналы были облицованы каменными плитами, перекрыты каменными сводами (цемент при строительстве не применялся), и их стали использовать для удаления из города нечистот и дождевых стоков. 
В древнем Риме, который был крупнейшим городом античности, функционировала крупная индустрия подачи воды для питьевых и бытовых нужд, что, естественно, требовало соответствующей инфраструктуры для её отведения. Улицы города имели хорошо продуманный «горбатый» профиль с наклоном, благодаря чему осадки стекали по обеим сторонам, заодно смывая мусор и грязь, после чего через водосборники попадали в канализацию. Канализационные люки системы водоотведения изготавливались в форме диска, традиционно оформленного в виде изображения головы речного или морского бога (маска Тритона или Океана), через открытый «рот» и «глаза» которого вода попадала в водостоки. Один из таких люков прославился во всем мире благодаря тому, что фигурировал в одной из сцен знаменитого фильма «Римские каникулы» с Грегори Пеком и Одри Хепбёрн в главных ролях. Он известен как «Уста истины» и, по словам итальянского исследователя Альберто Анджела, «является самым фотографируемым канализационным колодцем в мире». 
Стоки нечистот в тоннель осуществлялись как через вертикальные отверстия, так и через боковые тоннели, имеющие различные сечения. В 184 году до н. э. в Риме были созданы новые клоаки и отремонтированы старые. Важный этап в благоустройстве города и реконструкции его водоотводных сооружений связывают с римским политическим деятелем Марком Випсанием Агриппой, другом, сподвижником и зятем императора Октавиана Августа. Первоначально уклон Клоаки Максима был небольшим, и по этой причине вода и нечистоты застаивались, издавая зловонный запах. Агриппа за собственные средства очистил все клоаки города, для чего в Большую Клоаку была направлена вода из семи водопроводов. Он также организовал расширение сети каналов, для чего было прорыто несколько новых каналов на Марсовом поле. Именно с деятельностью Агриппы связывают герметизацию Клоаки Максима. Богине-хранительнице потока Венере Клоацине (лат. Venus Cloacina) был построен алтарь на Форуме.
Также Большая Клоака отводила воду из общественных терм, которых в конце V века нашей эры в Риме насчитывалось более 900, жидкие нечистоты из общественных туалетов, которых во II веке нашей эры имелось не менее 144 (в большинстве своём от 20 до 50 мест), городских фонтанов, а также бытовые стоки из частных домовладений. В Риме первые этажи многих жилых зданий были оснащены общественными туалетами («форики» или «фрики»). В этих уборных не было деления на мужской или женский залы, проведена проточная вода, установлены длинные ряды стульчаков и фонтанчики, вода из которых по желобам выводилась в канализацию.
Канал имеет до 3 м ширины и более 4 м глубины. По сообщениям некоторых авторов, в отдельных местах канализации «Вечного города» можно было разъехаться двум телегам с сеном. Он проходит через систему подземных вод «Velabrum» и вливается в реку Тибр. Устье Клоаки Максимы, представляющее собой архитектурное сооружение в виде полукруглой арки, расположенной в стене набережной реки, сохранилось и находится в исторической части Рима, сразу за Тибрским островом. Выход канала в реку имеет размер около пяти метров в диаметре. Канализационная система Рима была сложным инженерным сооружением, в котором учитывался рельеф местности и даже использовались насосные станции, позволяющие осуществлять подъём воды на возвышенности, откуда она потом распределялась для дальнейшего стока вниз.

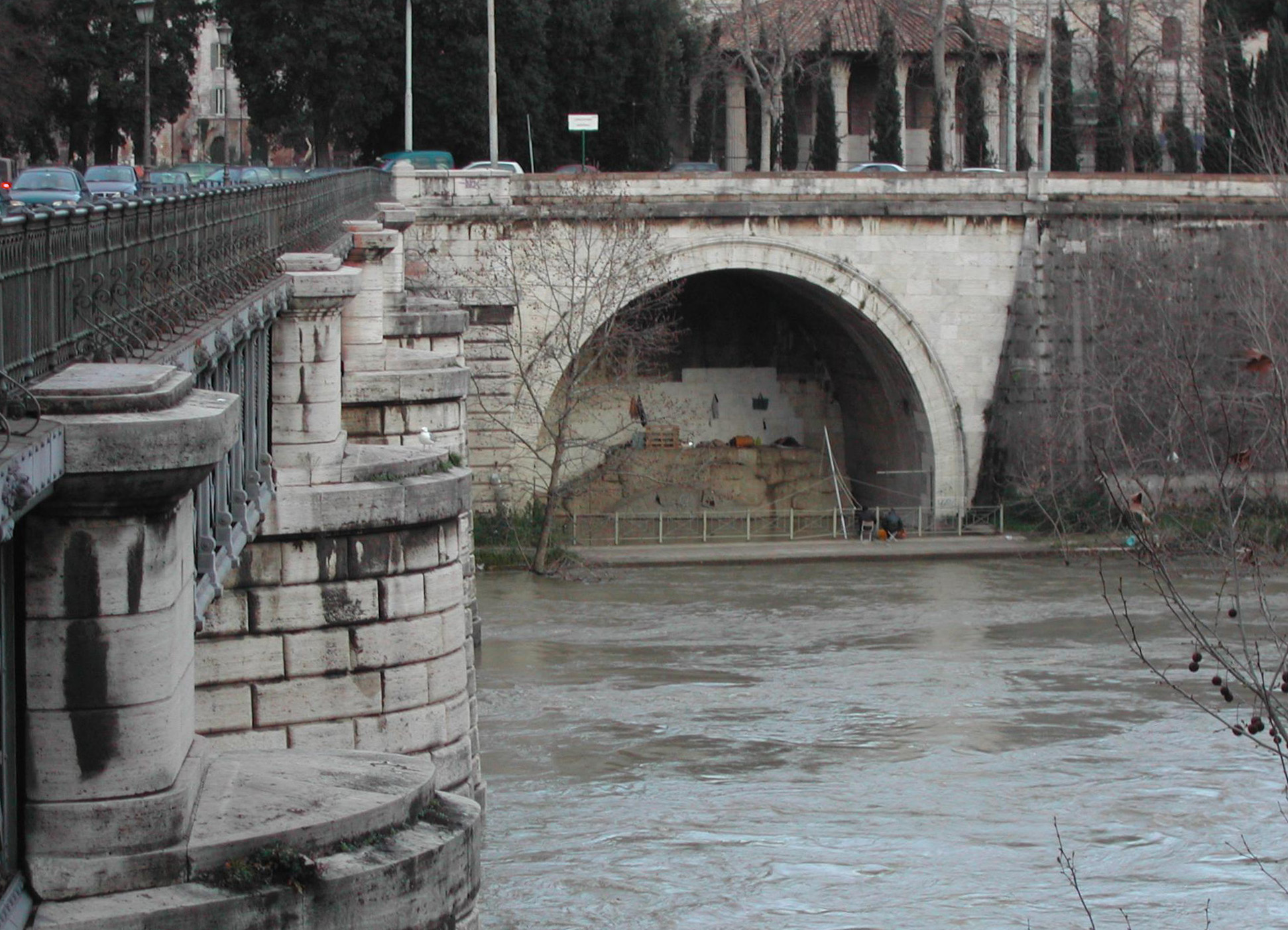
Большая Клоака на набережной Тибра